# Tom Clancy's Rainbow Six: Take-Down – Missions in Korea
Tom Clancy's Rainbow Six: Take-Down – Missions in Korea é um jogo eletrônico do gênero Tiro em primeira pessoa tático. Este título não faz parte do cronograma da série Rainbow Six, mesmo porque não foi lançado mundialmente, sendo feito sob encomenda para o mercado sul-coreano pela produtora Kama Digital Entertainment e publicado pela Ubisoft Entertainment somente para a plataforma Microsoft Windows com diferenças significativas dos conteúdos anteriores. No jogo, a RAINBOW deixa de ser uma organização mundial, sendo distribuída por toda a Coreia do Sul em batalhas anti-terrorismo, a defender os cidadãos sul-coreanos. Mais tarde o grupo terrorista é revelado fazer parte de uma estratégia da Yakuza.  